# Teglio Veneto
Teglio Veneto – miejscowość i gmina we Włoszech, w regionie Wenecja Euganejska, w prowincji Wenecja.
Według danych na rok 2004 gminę zamieszkiwało 1979 osób, 179,9 os./km².